# Łobżany

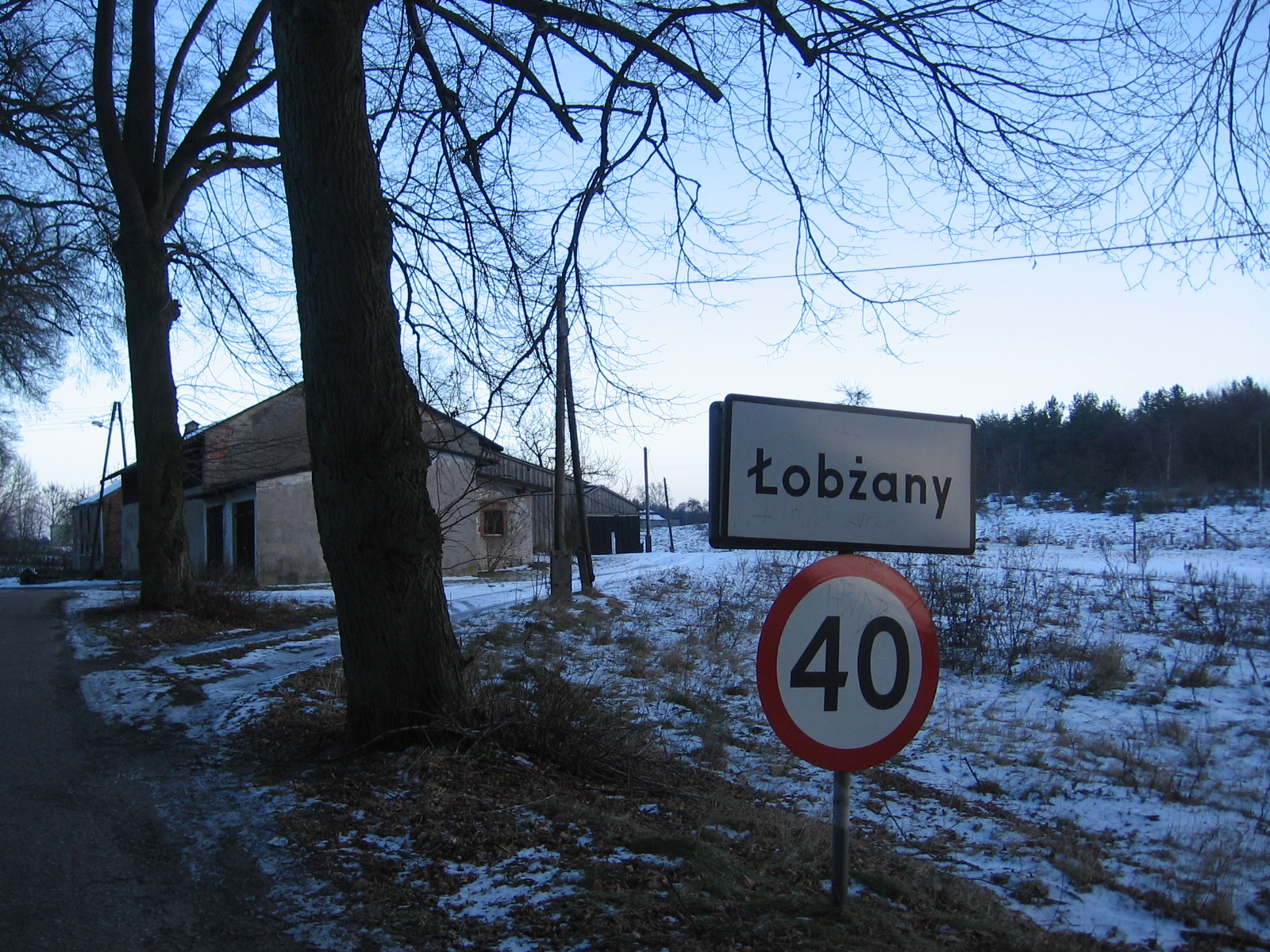
Tabulka u vchodu do vesnice

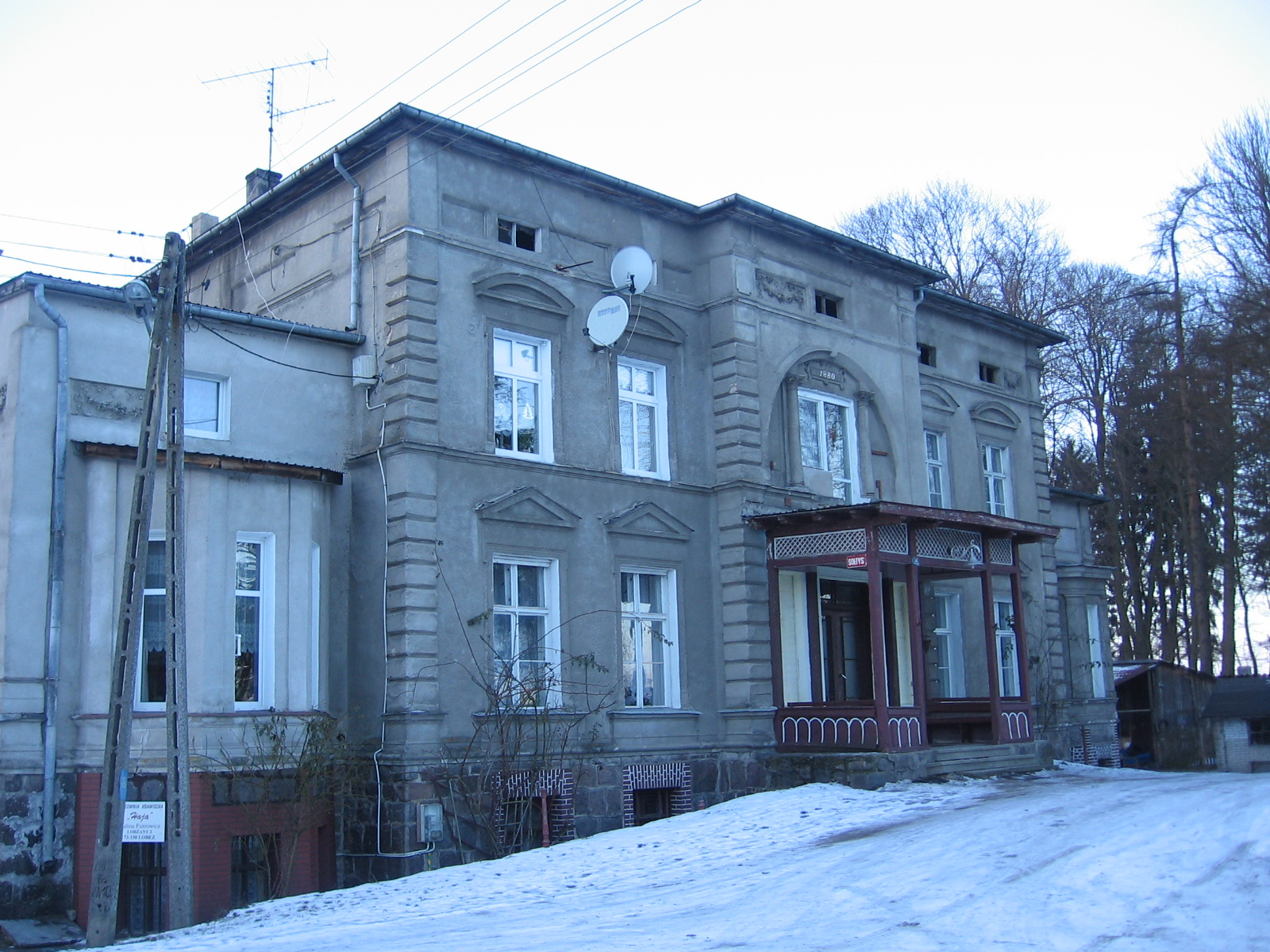
Zámek v obci

Łobżany je vesnice v západním Polsku v okrese Łobez Západopomořanského vojvodství. V letech 1975–1998 vesnice patřila do Štětínského vojvodství.
V obci se nachází zámek z roku 1880, který nese charakteristické znaky renesanční architektury. Před zámkem rostou tisy, které jsou uznány jako památné stromy. V blízkosti se nachází park s vysokými modříny.